# 第8回ゴールデングローブ賞
第8回ゴールデングローブ賞

1951年2月28日
作品賞: 

サンセット大通り
第8回ゴールデングローブ賞（だい8かいゴールデングローブしょう）は、1950年の映画を対象としており、1951年2月28日に授賞式が行われた。
作品賞は『サンセット大通り』が受賞した。

## 受賞とノミネート

### 作品賞
- 『サンセット大通り』
  - 『イヴの総て』
  - 『ボーン・イエスタデイ』
  - 『シラノ・ド・ベルジュラック』
  - 『ハーヴェイ』

### 男優賞（ドラマ）
- ホセ・フェラー - 『シラノ・ド・ベルジュラック』
  - ルイス・カルハーン - The Magnificent Yankee
  - ジェームズ・ステュアート - 『ハーヴェイ』

### 女優賞（ドラマ）
- グロリア・スワンソン - 『サンセット大通り』
  - ベティ・デイヴィス - 『イヴの総て』
  - ジュディ・ホリデイ - 『ボーン・イエスタデイ』

### 男優賞（ミュージカル・コメディ）
- フレッド・アステア - 『土曜は貴方に』
  - ダン・デイリー（英語版） - When Willie Comes Marching Home
  - ハロルド・ロイド - Mad Wednesday

### 女優賞（ミュージカル・コメディ）
- ジュディ・ホリデイ - 『ボーン・イエスタデイ』
  - スプリング・バイイントン - Louisa
  - ベティ・ハットン - 『アニーよ銃をとれ』

### 助演男優賞
- エドマンド・グウェン - Mister 880
  - ジョージ・サンダース - 『イヴの総て』
  - エリッヒ・フォン・シュトロハイム - 『サンセット大通り』

### 助演女優賞
- ジョセフィン・ハル - 『ハーヴェイ』
  - ジュディ・ホリデイ - 『アダム氏とマダム』
  - セルマ・リッター - 『イヴの総て』

### 監督賞
- ビリー・ワイルダー - 『サンセット大通り』
  - ジョージ・キューカー - 『ボーン・イエスタデイ』
  - ジョン・ヒューストン - 『アスファルト・ジャングル』
  - ジョーゼフ・L・マンキーウィッツ - 『イヴの総て』

### 脚本賞
- 『イヴの総て』 - ジョーゼフ・L・マンキーウィッツ
  - 『アスファルト・ジャングル』 - ジョン・ヒューストン
  - 『サンセット大通り』 - チャールズ・ブラケット

### 音楽賞
- 『サンセット大通り』 - フランツ・ワックスマン
  - A Life of Her Own - ブロニスラウ・ケイパー
  - 『月世界征服』 - ライス・スティーブンス（英語版）

### 撮影賞（白黒）
- 『シラノ・ド・ベルジュラック』 - フランツ・プラナー（英語版）
  - 『アスファルト・ジャングル』
  - 『サンセット大通り』

### 撮影賞（カラー）
- 『キング・ソロモン』 - ロバート・サーティース
  - 『折れた矢』
  - 『サムソンとデリラ』

### 新人賞
- ジーン・ネルソン（英語版）
  - マーラ・パワーズ（英語版）
  - デビー・レイノルズ

### 国際賞
- 『折れた矢』
  - 『大空輸（英語版）』
  - The Next Voice You Hear...

### ヘンリエッタ賞
- グレゴリー・ペック
- ジェーン・ワイマン